# Chronicles of the Going Home Club
Kitakubu Katsudou Kiroku   (яп. 帰宅部活動記録 Китакубу Кацудо: Кироку, Клуб идущих домой) — манга в жанре комедия, созданная Курохой в 2011 году и адаптированная как аниме-сериал в 2013 году студией Nomad.

## Сюжет
История о группе старшеклассниц — участниц «Клуба идущих домой». Вместо того, чтобы выполнять обычные скучные обязанности, девочки пытаются извлечь из всего как можно больше веселья — будь то видеоигры, спортивные соревнования или даже простое кормление голубей в парке.

## Персонажи
Нацуки Андо (яп. 安藤 夏希 Андо Нацуки)
Сэйю — Ибуки Кидо
Главная героиня. В начале нового учебного года, не сумев выбрать себе клуб по вкусу, становится участником «Клуба идущих домой». Иногда бывает слишком серьёзна и не всегда понимает шутки остальных.
Карин Тоно (яп. 塔野 花梨 Тоно Карин)
Сэйю — Юна Мицуки
Моэ-символ клуба. Вступила потому, что не смогла выбрать между клубом рукоделия и кулинарным клубом. Беззаботная, однако очень внимательна и щепетильна, когда речь заходит о хозяйственных расходах.
Сакура Домёдзи (яп. 道明寺 桜 Домёдзи Сакура)
Сэйю — Михару Кобаяси
Президент клуба. Энергичная, яркая личность, но считает себя самой обычной девушкой.
Ботан Охаги (яп. 大萩 牡丹 Охаги Ботан)
Сэйю — Саэ Аиути
Специалист во всём, что касается боевых искусств, поэтому дети в школе немного её побаиваются. Иногда грубовата, но перед очарованием Карин устоять не может.
Клейр Коконоэ (яп. 塔野 花梨 Коконоэ Клейр)
Сэйю — Аяка Сэнхонги
Девочка из очень богатой семьи, казначей клуба. Вступила в клуб потому, что хотела ничем не выделяться от остальных и жить обычной школьной жизнью.

## Музыка
Опенинг
- 2 Gakki Debut Daisakusen!! (2学期デビュー大作戦!!) (Отоме Синто)

Эндинг
- Wakuwaku DAYS☆ (ワクワクDAYS☆), (Ибуки Кидо, Михару Кобаяси)(эп. 1-3)
- Hanabi (花火), (Саэ Аиути, Азараси) (эп. 4-7)
- Kimi ni Tsuite Ieru Koto (キミについて言えること) (Юна Мицуки, Аяка Сенхонги) (эп. 8-10)
- Best Friend (ベスト·フレンド), (Михару Кобаяси, Саэ Аиути, Аяка Сенхонги) (эп. 11)
- Wakuwaku DAYS☆ (ワクワクDAYS☆), (Ибуки Кидо, Михару Кобаяси, Саэ Аиути, Юна Мицуки, Аяка Сенхонги) (эп. 12)

## Интересные факты
- Участники «клуба идущих домой» в Японии — те ученики, которые не вступили ни в один клуб, и сразу после занятий направляются домой.[1]
- Главный герой сериала, Нацуко — типичная цуккоми. В японском театре мандзай такой герой всегда пытается утихомирить своих чересчур развеселившихся друзей, бокэ.